# Десантно-висадкові засоби

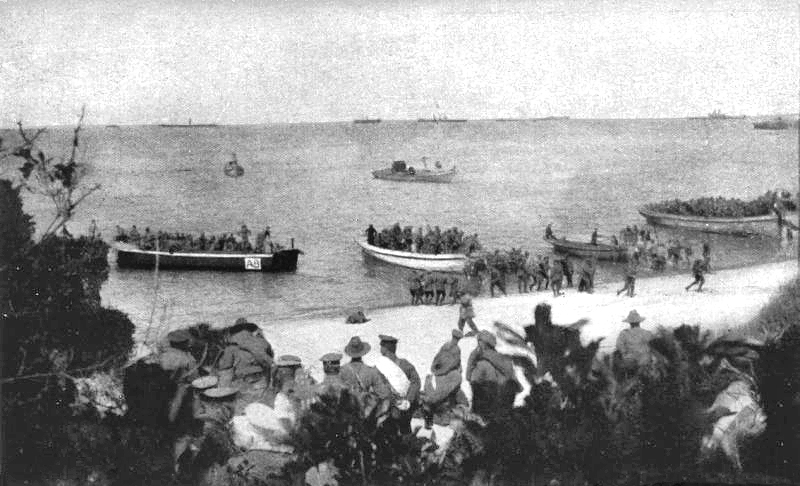
Висадка австралійських військ на берег. Десантна операція в Дарданеллах. Перша світова війна. 25 квітня 1915

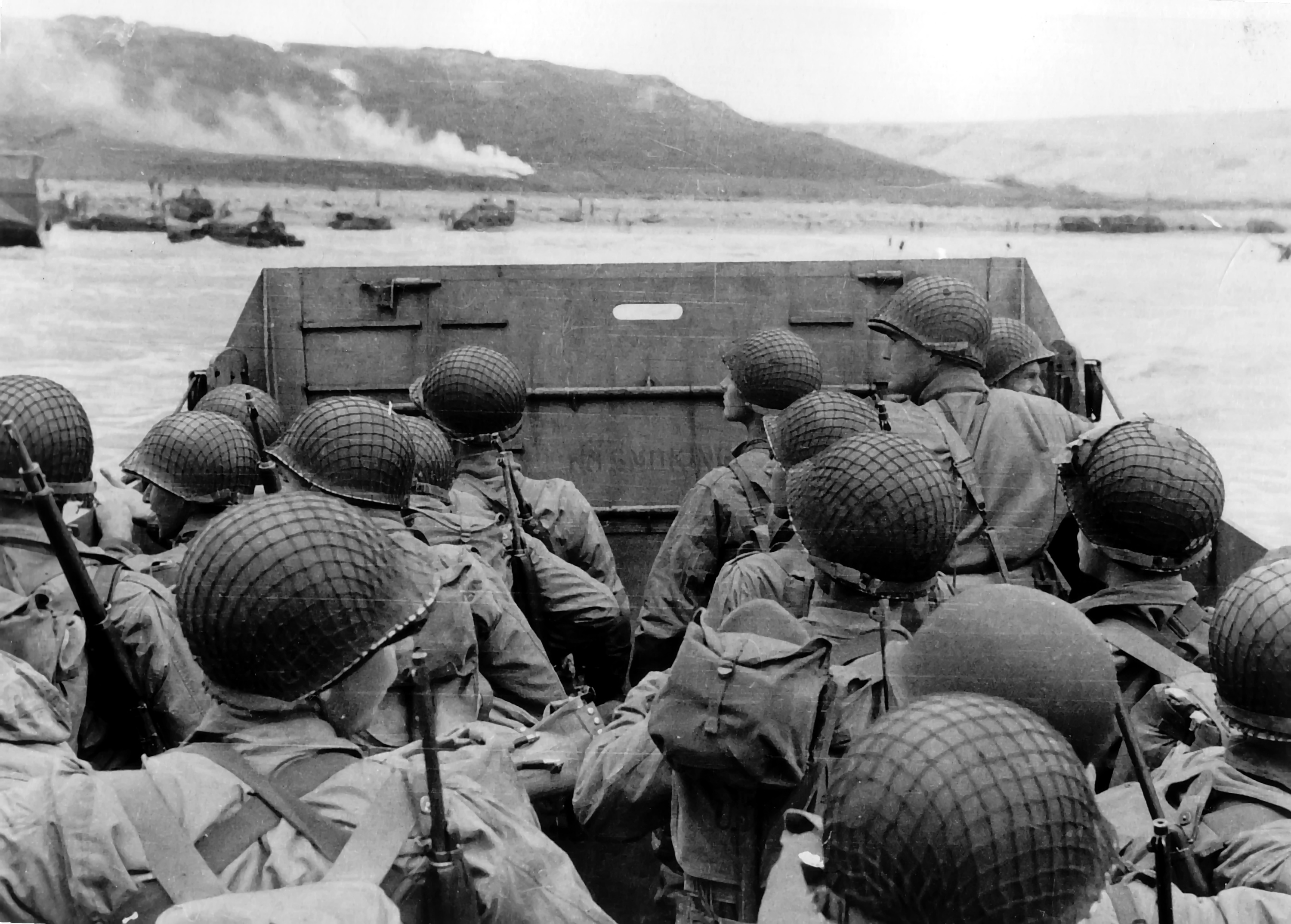
Американський десант на малому десантному кораблі наближується для висадки на плацдарм «Омаха» під час операції «Нептун»

Висадка танку Crusader з танко-десантного судна «Landing Craft Tank» (LCT)

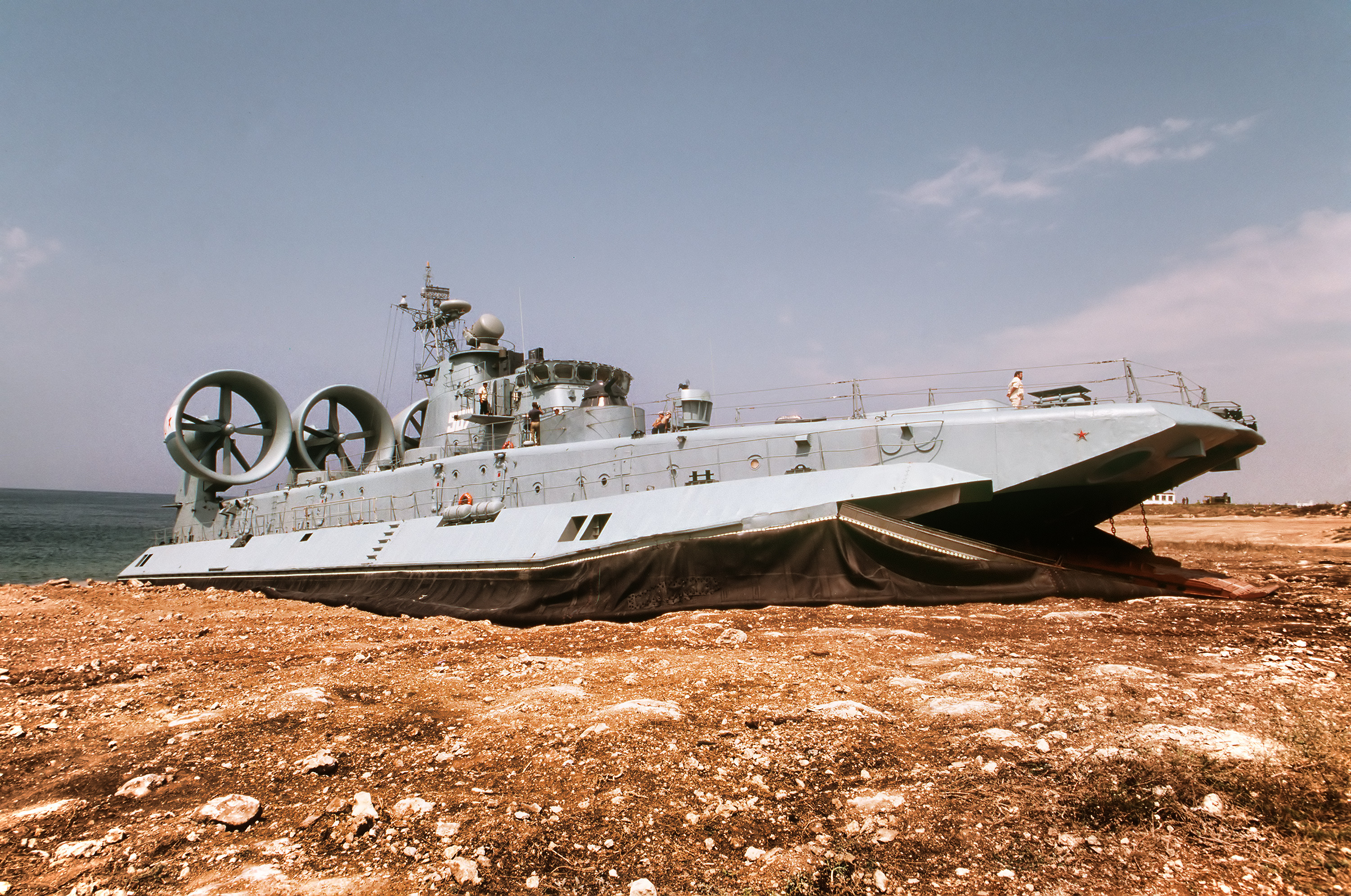
Малий десантний корабель на повітряній подушці проекту 12322

Десантно-висадкові засоби — транспортні засоби (катери, плашкоути, баржі, апарати на повітряній подушці, вертольоти), призначені для перевезення і висадки морського десанту з кораблів, десантних судів і транспорту на необладнане узбережжя, а також для вивантаження спеціальної техніки, устаткування тощо. Десантно-висадочні засоби доправляються в район висадки на судах і транспорті, обладнаних апареллю, доком-камерою або відповідними вантажопідйомними засобами, злітно-посадковими майданчиками для вертольотів. Вантажопідйомність десантно-висадкових засобів до 170—200 т, швидкість руху до 10 — 20 вузлів (18,5 — 37 км/год).